# Il fauno di marmo (miniserie televisiva)
Il fauno di marmo è uno sceneggiato televisivo diretto da Silverio Blasi e prodotto dalla Rai nel 1977, liberamente ispirato dall'omonimo romanzo di Nathaniel Hawthorne (The Marble Faun), che era già stato trasposto al cinema nel 1910 dal regista italiano Mario Bonnard, che diresse una pellicola omonima.
Lo sceneggiato, suddiviso in tre puntate di circa un'ora ciascuna, fu trasmesso dalla Rete 2 (l'odierna Rai 2) nella prima serata del mercoledì dal 28 settembre al 12 ottobre 1977.
Le musiche che accompagnano la storia sono di Stelvio Cipriani e la canzone della sigla - Un sogno a metà - è cantata da Lando Fiorini.
Sceneggiato da Massimo Franciosa e Luisa Montagnana, vedeva come protagonista Orso Maria Guerrini nel ruolo di Kenyon che rappresenta il narratore e l'inconsapevole artefice della vicenda, e la partecipazione di Marina Malfatti nella parte di Miriam, artista dalla personalità ambigua, di Consuelo Ferrara, nella parte di Hilda, giovane ed ingenua artista americana, e di Donato Placido, Donatello, ragazzo romano di buona famiglia che si innamora ciecamente di Miriam.

## Trama
La storia prende le mosse dal ritrovamento di un anonimo diario dell'Ottocento da parte di Kenyon, nel quale appaiono le figure di quattro amici simili a Kenyon, Miriam, Hilda e Donatello, che sembrano essere condannati a rivivere un mistero avvenuto cento anni prima a Roma.
Durante una visita alle catacombe, Miriam viene infatti avvicinata da una misteriosa figura pallida come uno spettro e avvolta da un mantello nero, che viene soprannominato il Persecutore che sembra avere un fascino inspiegabile su di lei.